# 熊本県道149号河陰阿蘇線
熊本県道149号河陰阿蘇線（くまもとけんどう149ごう かいんあそせん）は、熊本県阿蘇郡南阿蘇村から阿蘇市に至る一般県道である。

## 概要
阿蘇郡南阿蘇村大字河陰から阿蘇市内牧に至る。
阿蘇郡南阿蘇村大字河陰の熊本県道28号熊本高森線との交点を起点とする。起点から南阿蘇村大字河陽の国道325号との交点までの区間は、阿蘇山のカルデラ盆地のひとつ、南郷谷を縦断するかたちとなる。白川の通過後は登り坂となる。
阿蘇市赤水の国道57号との交点までの区間は、阿蘇山の麓をなぞるように走行する。当区間内は山間部を走行する関係で幅員が狭くなる。
阿蘇市赤水から終点の阿蘇市内牧の国道212号との交点までの区間は、カルデラ盆地のひとつ、阿蘇谷を北東方向へ縦断する。

### 路線データ
- 起点：熊本県阿蘇郡南阿蘇村大字河陰（熊本県道28号熊本高森線交点）
- 終点：熊本県阿蘇市内牧（内牧温泉入口交差点、国道212号交点）

## 歴史
- 2024年（令和6年）3月26日 - 熊本県告示第391号により、阿蘇郡南阿蘇村大字河陽から阿蘇郡南阿蘇村大字下野の旧道の県道指定が解除される[1]。

## 路線状況

### 重複区間
- 国道325号（阿蘇郡南阿蘇村大字河陽）
- 熊本県道298号阿蘇公園下野線（阿蘇郡南阿蘇村大字河陽 - 阿蘇郡南阿蘇村大字下野）

## 地理

### 通過する自治体
- 阿蘇郡南阿蘇村
- 阿蘇市

### 交差する道路
| 交差する道路                                            | 市町村名 | 市町村名 | 交差する場所 | 交差する場所              |
| ------------------------------------------------------- | -------- | -------- | ------------ | ------------------------- |
| 熊本県道28号熊本高森線                                  | 阿蘇郡   | 南阿蘇村 | 大字河陰     | 起点                      |
| 国道325号 重複区間起点                                  | 阿蘇郡   | 南阿蘇村 | 大字河陽     |                           |
| 熊本県道299号草千里浜栃木線                             | 阿蘇郡   | 南阿蘇村 | 大字河陽     | 栃の木交差点              |
| 国道325号 重複区間終点                                  | 阿蘇郡   | 南阿蘇村 | 大字河陽     |                           |
| 熊本県道298号阿蘇公園下野線 / 阿蘇登山道路 重複区間起点 | 阿蘇郡   | 南阿蘇村 | 大字河陽     |                           |
| 熊本県道298号阿蘇公園下野線 / 阿蘇登山道路 重複区間終点 | 阿蘇郡   | 南阿蘇村 | 大字下野     |                           |
| 国道57号                                                | 阿蘇市   | 阿蘇市   | 赤水         | 赤水交差点                |
| 阿蘇市道狩尾幹線                                        | 阿蘇市   | 阿蘇市   | 狩尾         |                           |
| 熊本県道175号内牧停車場線                               | 阿蘇市   | 阿蘇市   | 三久保       | 阿蘇市三久保交差点        |
| 国道212号                                               | 阿蘇市   | 阿蘇市   | 内牧         | 内牧温泉入口交差点 / 終点 |

### 交差する鉄道
- 南阿蘇鉄道高森線
- 豊肥本線

### 沿線
- 南阿蘇村役場
- 白川
- 南阿蘇鉄道高森線
  - 加勢駅 - 阿蘇下田城駅
- 阿蘇東急ゴルフコース
- 九州東海大学 阿蘇校舎
- 阿蘇ファームランド
- 阿蘇猿まわし劇場
- JR九州豊肥本線 赤水駅
- 阿蘇市立阿蘇中学校
- 阿蘇内牧温泉